# Clan Ōta

Emblème (mon) du clan Ōta

Le Clan Ōta (太田氏,,  Ōta-shi) est un clan japonais de samouraïs issu du Seiwa Genji. Les Ōta sont surtout connus comme daimyōs (seigneurs féodaux) de territoires dans Kyūshū durant la période Edo (1600-1867).
Dans un contexte spécial créé par le shogunat Tokugawa, le clan Ōta clan est identifié comme tozama daimyo (de l'extérieur) par contraste avec les clans de fudai daimyo (de l'intérieur) qui sont les vassaux héréditaires, c'est-à-dire alliés des Tokugawa.

## Généalogie du clan Ōta
Le clan tozama Ōta est originaire au XVe siècle de la province de Musashi. Il prétend descendre de Minamoto Yorimasa et, par cette branche des Minamoto, il se réclame d'une parenté avec le Seiwa Genji.
Le créateur du nom du clan, Sukekuni Ōta, s'installe à Ōta dans la province de Tamba et prend pour nom celui de l'endroit. Il situe sa lignée à la 5e génération des descendants de Yorimasa.
En 1638, Ōta Sukemune, petit-fils de Ōta Yasusuke, reçoit le domaine de Nishio dans la province de Mikawa puis, en 1645, il est transféré au domaine de Hamamatsu (35 000 koku) dans la province de Tōtōmi. Les descendants de Yasusuke sont déplacés plusieurs fois par décret du shogun, résidant successivement au domaine de Tanaka dans la province de Suruga en 1687, au domaine de Tanagura dans la province de Mutsu en 1703 et au domaine de Tatebayashi dans la province de Kōzuke en 1728. Enfin, durant la période qui va de 1746 jusqu'en 1868, cette branche du clan Ōta s'installe au domaine de Kakegawa (53 000 koku) à Tōtōmi.
Le chef de cette lignée du clan est anobli avec le titre de vicomte durant l'ère Meiji grâce au système nobiliaire kazoku.

## Membres notables du clan
- Ōta Sukekuni
- Sesshū (1420-1506) : peintre[4].
- Ōta Dōkan (1432-1486) : bâtisseur du château d'Edo (1457).
- Ōta Yasusuke
  - Okatsu-no-tubone/Eishoin, fille de Yasusuke, créé eisho-ji à Kamakura en 1636[5].
- Ōta Sukemune, petit-fils de Yasusuke, wakadoshiyori (1833-1838).
- Ōta Sukeyoshi (1763-1805) : Kyoto shoshidai (1789-1792), rōjū (1793-1801).
- Ōta Sukemoto (1799-1867) : Kyoto shoshidai (1831-1834)[6], rōjū (1837-1841, 1858-1859, 1863).
- Ōta Minesaburo : secrétaire général de la Chambre des pairs du Japon, candidat impérial (1908)[7].